# Serviço de urgência

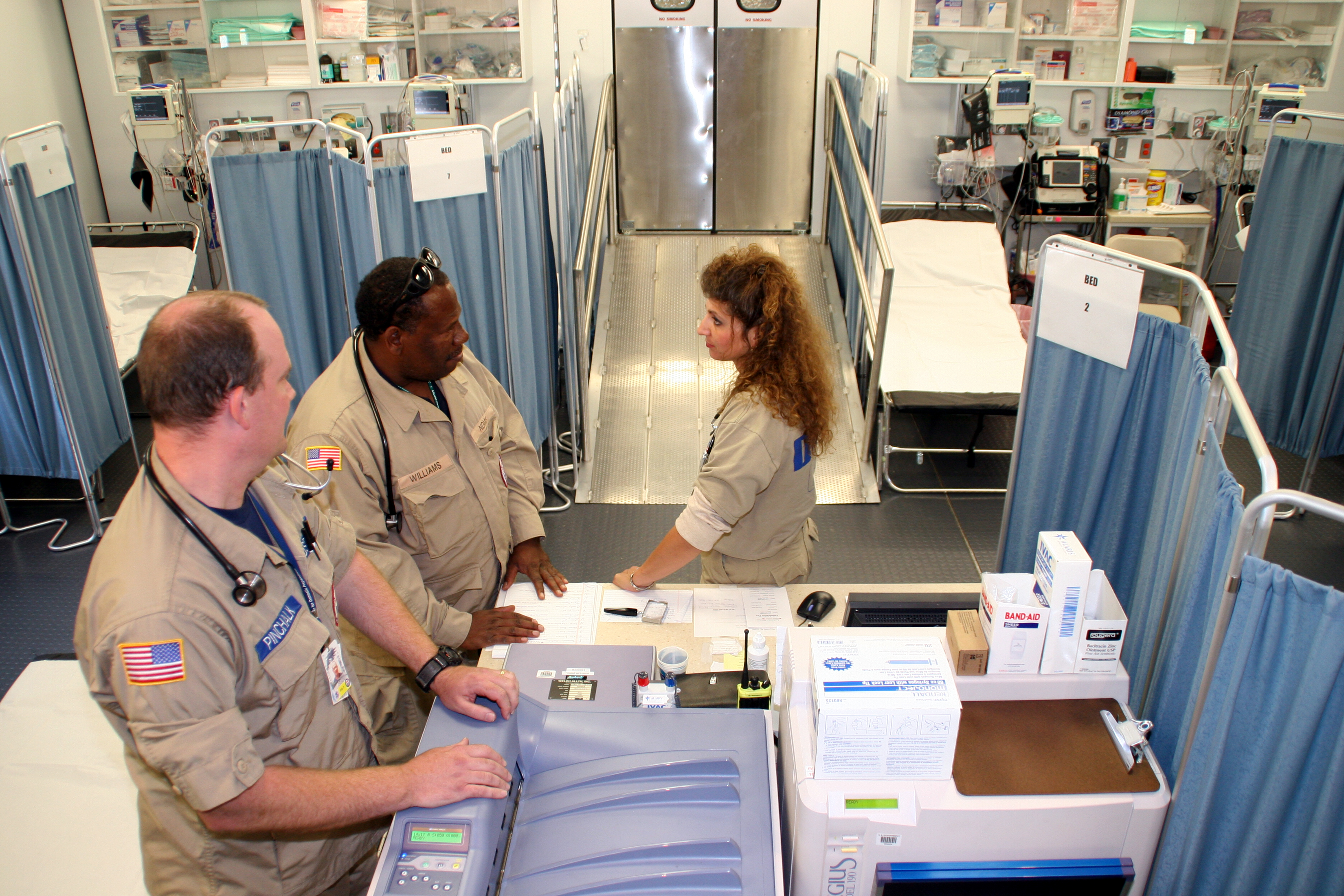
Interior de um serviço de urgência nos Estados Unidos

Um serviço de urgência é uma unidade médica para receção, diagnóstico e terapia de doentes acidentados ou com doença aguda e que necessitem de atendimento imediato. Os serviços de urgência estão geralmente integrados num hospital ou centro de saúde.

## Portugal
Em Portugal existem três tipos de serviços de urgências:
- Serviço de Urgência Básico (SUB): é constituído por uma equipa de dois médicos e dois enfermeiros em permanência, destinado a áreas com população superior a 40 000 habitantes. Tem capacidade para efetuar pequenas cirurgias, electrocardiogramas e radiografias e equipamento para estabilizar um doente traumatizado antes de ser transferido para uma urgência polivalente.[2]
- Serviço de Urgência Médico-Cirúrgico (SUMC): é constituído por equipas de medicina interna, cirurgia geral e ortopedia e equipado com um bloco operatório que funciona 24 horas por dia. Possui um laboratório de análises e equipamento para ecografias, radiografias e TAC. Dependendo da região, pode ter o apoio de outras especialidades médicas.[2]
- Serviço de Urgência Polivalente (SUP): é o serviço de urgência mais especializado e com maior oferta de serviços. Geralmente situam-se em hospitais centrais. Além das características dos SUMC, os serviços de urgência polivalente possuem também cardiologia de intervenção, cirurgia cardiotorácica, cirurgia plástica e reconstrutiva, cirurgia vascular e neurocirurgia. Funcionam em articulação com as urgências de pediatria, obstetrícia e psiquiatria.[2]